# Lars Topp Thomsen
Lars Topp Thomsen (født 25. juli 1972) er en dansk skuespiller. 
Han er uddannet fra Statens Teaterskole i 2001 og har efterhånden medvirket i en række teaterstykker og tv-dramaer.
I 2009 kan han opleves i DR's "Hjarmer Dukkemand", hvor han spiller hovedrollen.
I samarbejde med Rasmus Bjerg instruerede, skrev og spillede han halvdelen af rollerne i stykket "Vi bygger en røv af Bulgur" på Aalborg Teater i 2005.

## Priser
- Reumerts Talentpris 2005[1]
- Reumertprisen 2009[2] – Bedste store lille stykke – "Klumpfisken". Her medvirkede Lars Topp Thomsen som én af de tre skuespillere i stykket.